# TM-57

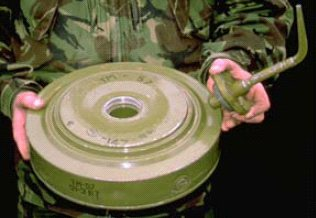
Une TM-57 avec une fusée à tige basculante

La TM-57 est une grande mine antichar soviétique circulaire à enveloppe métallique. Elle peut être déclenchée soit par une fusée à pression, soit par une fusée à tige basculante. Développement de la mine TM-46, on la trouve en Afrique, au Moyen-Orient et en Asie du Sud-Est.

## Description
Par rapport à la TM-46 qui la précède, la TM-57 a une charge principale plus grande et une mise à feu améliorée. Elle est circulaire avec un boîtier métallique et un puits de fusée central. Sur le côté de la mine peut être installée une fusée secondaire à traction MUV-2 (en russe МУВ-2) ou VPF (en russe ВПФ) qui sert de dispositif anti-manipulation. La fusée à tige basculante confère à la mine une meilleure résistance à l’explosion. Elle est activée lorsqu’elle subit une déviation de 25 à 30 degrés. Une version d’entraînement de la mine qui produit de la fumée est désignée TM-60.

## Spécifications
- Diamètre : 316 mm
- Hauteur : 102 mm
- Pression de service : 120 à 400 kg ou 21 kg d’inclinaison.
- Masse : 8,47 kg
- Contenu explosif : 6,34 kg de TNT, TGA (RDX/TNT/Aluminium) ou MS (RDX/TNT/Aluminium/Cire)
- Fusée :
  - à pression MVZ-57
  - MVSh-57 inclinable avec détonateur MD019.